# Angulation
 (novembre 2014).
Si vous disposez d'ouvrages ou d'articles de référence ou si vous connaissez des sites web de qualité traitant du thème abordé ici, merci de compléter l'article en donnant les références utiles à sa vérifiabilité et en les liant à la section « Notes et références ».
Une angulation est un débattement angulaire. Elle définit l'amplitude d'une rotation alors qu'un angle caractérise une position.
On parle de l'angulation :
- d'une articulation en anatomie.
- d'une pièce dans un mécanisme.